# Papiermühle (Waidhaus)
Papiermühle ist ein Ortsteil des bayerischen Marktes Waidhaus im Landkreis Neustadt an der Waldnaab im Regierungsbezirk Oberpfalz.

## Geographische Lage
Die Einöde Papiermühle liegt etwa eineinhalb Kilometer westlich von Waidhaus und einen Kilometer nördlich der Autobahn A6. Der Ort liegt auf dem Nordufer des Raunetbaches. Der Raunetbach entspringt nordwestlich von Reinhardsrieth und mündet südlich der Hörlmühle in die Pfreimd.

## Geologie
Papiermühle liegt in einem Gebiet mit reichen Feldspatvorkommen. Der Feldspat tritt hier in aplitischer Form auf, d. h., er ist hell, homogen und feinkörnig. Er ist aus 1/3 Kalifeldspat und 2/3 Natronfeldspat zusammengesetzt. In den Feldspat eingelagert ist naturgewachsener Quarz.

## Geschichte
Papiermühle wurde im 17. Jahrhundert gegründet. 1728 wird ein Vertreter des Geschlechts der Duscheks als Papiermüller genannt. 1790 übernahmen die Duscheks auch die Papiermühle in Neuenhammer.
1808 wurden Steuerdistrikte gebildet. Papiermühle gehörte zum Steuerdistrikt Lohma, der außer Lohma selbst noch die Dörfer Spielhof und Zengerhof und die Einöden Hörlmühle, Marxmühle, Ödkührieth, Papiermühle und Trutzhof (auch: Trutzhofmühle) enthielt. Der Steuerdistrikt Lohma gehörte zum Landgericht Vohenstrauß.
Aus den Steuerdistrikten entstanden Märkte, Ruralgemeinden und Dorfgemeinden. 1821 gehörte die Papiermühle mit zwei Familien zur Dorfgemeinde Spielhof. Zur Dorfgemeinde Spielhof gehörten das Dorf Spielhof selbst mit 25 Familien, die Weiler Ödkührieth mit vier Familien und Zengerhof mit sechs Familien und die Einöden Marxmühle mit zwei Familien, Papiermühle mit zwei Familien und Finstermühle mit einer Familie.
Spielhof war 1821 bis 1830 eine eigenständige Gemeinde. 1830 wurde Spielhof mit ihren Gemeindeteilen Marxmühle, Ödkührieth, Papiermühle, Zengerhof und Finstermühle in die Gemeinde Lohma eingemeindet.
1864 hatte die Papiermühle zwei Gebäude und 14 Einwohner. Sie gehörte zur Gemeinde Lohma. Die Gemeinde Lohma bestand zu dieser Zeit aus den Gemeindeteilen Lohma, Finstermühle, Marxmühle, Ödkührieth, Papiermühle, Premmühle, Schönschleif, Spielhof und Zengerhof.
1939 wurden Marxmühle, Ödkührieth und Papiermühle aus der Gemeinde Lohma ausgegliedert und in die Gemeinde Waidhaus eingemeindet.
Heute (2015) befindet sich in Papiermühle das Feldspatwerk Max Schmidt „Silbergrube“. Silbergrube war die ehemalige Flurbezeichnung des Geländes. Es ist ein Familienbetrieb, der 1938 von Max Schmidt gegründet wurde. Max Schmidt stammte aus Oberkotzau und hatte schon in Schlesien und Böhmen ähnliche Betriebe gegründet. Inzwischen besteht der Betrieb in vierter Generation und wird von den Enkeln und einem Urenkel des Firmengründers geführt. Die Silbergrube ist eines der wenigen großen Feldspatvorkommen in Deutschland. Bis 1958 wurde der Feldspat untertage abgebaut. Danach ging man zum Tagebau über. Für die ausgebeuteten Regionen wurden Rekultivierungsmaßnahmen eingeleitet. Mit Hilfe von Brecheranlagen und Mühlen wird der Feldspat in verschiedene Korngrößen gemahlen.

## Religion
1838 hatte die Papiermühle zwei Häuser und 16 Katholiken. Sie war zu 100 % katholisch.
Bis 1862 gehörten Marxmühle, Ödkührieth und Papiermühle zur Expositur Burkhardsrieth der Pfarrei Pleystein.
1862 wurden diese drei Ortschaften gemeinsam in die Pfarrei Waidhaus umgepfarrt.
1913 hatte Papiermühle ein Haus und 13 Katholiken. Auf dem Gebiet der Pfarrei Waidhaus wohnten zu dieser Zeit 1653 Katholiken, 8 Protestanten und 16 Juden.
1990 lebten in Papiermühle zwei Katholiken. Die Einwohner der Pfarrei Waidhaus waren zu dieser Zeit zu 95,39 % katholisch.
Papiermühle gehört zur Pfarrei St. Emmeram Waidhaus, zum Dekanat Leuchtenberg.